# Taça Boa Vista 2023
La Taça Boa Vista de 2023, correspondió a la 29ª edición de la primera ronda del Campeonato Roraimense, y contó con la participación de 9 equipos. Se disputó del 12 de marzo al 11 de abril de 2023.

## Sistema de disputa
Los nueve equipos se dividieron en 2 grupos, el grupo A formado por 5 equipos, y el grupo B por 4. Los equipos del mismo grupo se enfrentaron entre sí. Los dos mejores equipos de cada grupo clasificaron a las semifinales.

## Primera fase

### Grupo A
| Pos. | Equipo           | Pts. | PJ | G | E | P | GF | GC | Dif. | Clasificación 2023            |
| ---- | ---------------- | ---- | -- | - | - | - | -- | -- | ---- | ----------------------------- |
| 1    | GAS              | 12   | 4  | 4 | 0 | 0 | 18 | 6  | +12  | Clasificado a las semifinales |
| 2    | Náutico          | 7    | 4  | 2 | 1 | 1 | 11 | 6  | +5   | Clasificado a las semifinales |
| 3    | Baré             | 5    | 4  | 1 | 2 | 1 | 5  | 6  | −1   |                               |
| 4    | Atlético Roraima | 3    | 4  | 1 | 0 | 3 | 8  | 10 | −2   |                               |
| 5    | Rio Negro        | 1    | 4  | 0 | 1 | 3 | 1  | 15 | −14  |                               |

Actualizado a los partidos jugados el 6 de abril de 2023.
 Fuente: Globo Esporte
- La hora de cada encuentro corresponde al huso horario correspondiente al Estado de Roraima (UTC-4).

| Fecha       | Hora  | Partido          | Partido | Partido          |
| ----------- | ----- | ---------------- | ------- | ---------------- |
| 12 de marzo | 16:00 | Náutico          | 2-3     | GAS              |
| 21 de marzo | 18:30 | Rio Negro        | 0-4     | Náutico          |
| 25 de marzo | 18:00 | Baré             | 1-0     | Atlético Roraima |
| 28 de marzo | 18:30 | GAS              | 5-1     | Rio Negro        |
| 30 de marzo | 18:30 | Rio Negro        | 0-0     | Baré             |
| 1 de abril  | 16:00 | Atlético Roraima | 6-0     | Rio Negro        |
| 1 de abril  | 18:00 | Baré             | 2-2     | Náutico          |
| 4 de abril  | 18:30 | Náutico          | 3-1     | Atlético Roraima |
| 4 de abril  | 20:30 | GAS              | 4-2     | Baré             |
| 6 de abril  | 18:30 | Atlético Roraima | 1-6     | GAS              |

### Grupo B
| Pos. | Equipo       | Pts. | PJ | G | E | P | GF | GC | Dif. | Clasificación 2023            |
| ---- | ------------ | ---- | -- | - | - | - | -- | -- | ---- | ----------------------------- |
| 1    | São Raimundo | 7    | 3  | 2 | 1 | 0 | 10 | 1  | +9   | Clasificado a las semifinales |
| 2    | Real         | 7    | 3  | 2 | 1 | 0 | 4  | 1  | +3   | Clasificado a las semifinales |
| 3    | River        | 3    | 3  | 1 | 0 | 2 | 5  | 8  | −3   |                               |
| 4    | Progresso    | 0    | 3  | 0 | 0 | 3 | 1  | 10 | −9   |                               |

Actualizado a los partidos jugados el 6 de abril de 2023.
 Fuente: Globo Esporte
- La hora de cada encuentro corresponde al huso horario correspondiente al Estado de Roraima (UTC-4).

| Fecha       | Hora  | Partido      | Partido | Partido      |
| ----------- | ----- | ------------ | ------- | ------------ |
| 12 de marzo | 18:00 | River        | 1-4     | São Raimundo |
| 21 de marzo | 20:30 | Real         | 1-0     | Progresso    |
| 25 de marzo | 16:00 | River        | 1-3     | Real         |
| 28 de marzo | 20:30 | Progresso    | 0-6     | São Raimundo |
| 30 de marzo | 20:30 | Progresso    | 1-3     | River        |
| 6 de abril  | 20:30 | São Raimundo | 0-0     | Real         |

## Fase final

### Semifinales
| Fecha      | Hora  | Partido      | Partido | Partido |
| ---------- | ----- | ------------ | ------- | ------- |
| 8 de abril | 16:00 | GAS          | 3-2     | Real    |
| 8 de abril | 18:00 | São Raimundo | 1-0     | Náutico |

### Final
| Fecha       | Hora  | Partido | Partido | Partido      |
| ----------- | ----- | ------- | ------- | ------------ |
| 11 de abril | 19:30 | GAS     | 0-2     | São Raimundo |

## Campeón
| Taça Boa Vista 2023                |
| ---------------------------------- |
| São Raimundo Campeón (10.º título) |

## Goleadores
- Actualizado el 11 de abril de 2023.

| Jugador          | Club             | Goles |
| ---------------- | ---------------- | ----- |
| Robemar          | GAS              | 7     |
| Daniel           | Atlético Roraima | 4     |
| Rafael Batatinha | River            | 3     |
| Blaise Tsague    | Real             | 3     |
| Paulo Meneses    | São Raimundo     | 3     |
| Juninho          | São Raimundo     | 3     |